# Lekman
Lekman (av grekiskans λαϊκός, laikos, "som tillhör folket") avser en inom kunskapsområdet oskolad person, ungefär synonymt med amatör. Särskilt inom juridik används ordet om icke-juridikutbildade personer (till exempel nämndemän eller juryledamöter; nämndemän i Sverige genomgår dock en grundläggande juridisk utbildning). Ursprungligen syftade det på en person inom den kristna gemenskapen som inte hörde till prästerskapet.